# 朝日町立さみさと小学校
朝日町立さみさと小学校（あさひちょうりつ さみさとしょうがっこう）は富山県下新川郡朝日町にある公立小学校。
校名は、古来の同地の地名である佐味郷（さみごう）という地名から「郷」を「さと」と訓読みしたものである。また、偶然にも統合前に存在していた4つの小学校の頭文字（境（さかい）、宮崎（みやざき）、笹川（ささがわ）、泊（とまり））が校名に1つに纏まっている。
校舎は第27回（平成8年度）富山県建築賞に入選している。

## 校舎概要
- 設計 - 山下設計中部支社[4]
- 施工 - 佐藤工業北陸支店、下澤産業、折谷工務店JV[4]

## 沿革
- 1987年（昭和62年）2月 - 朝日町小学校教育環境整備審議会から「教育効果を高めるにはその規模や条件を考え3校案が適当と考えられる」との答申を受ける。これに伴い、朝日町教育委員会が小学校統合推進委員会を設置する[2]。
- 1990年（平成2年）12月 - 小学校教育環境整備特別委員会を設置[2]。
- 1993年（平成5年）9月11日 - 校舎着工[5]。
- 1994年（平成6年）
  - 4月1日 - 朝日町立境小学校、朝日町立宮崎小学校、朝日町立笹川小学校、朝日町立泊小学校の4校が統合し、発足。校舎完成まで旧小学校を教場として授業を継続[2][6]。
  - 9月30日 - 鉄筋3階建て[3]（一部半円型のモダンな造り[7]）の校舎が、泊小学校の跡地[6]に竣工し、入校式を挙行（総工費20億3500万円）[7]。泊地区以外は各教場から3～6.6kmあることから、通学バスが運行されることになった[8]。
  - 時期不明 - グラウンド完成し、使用開始[9]。
- 1995年（平成7年）
  - 3月 - 第1回卒業式挙行[9]。
  - 8月29日 - グラウンドの夜間照明点灯式[10]。
  - 9月4日 - 体育館（鉄筋コンクリート造延べ1,236m2）が竣工し[10]、新校舎の全工事が完了[11]。
- 1997年（平成9年）度 - 第1音楽室と第2音楽室に冷房装置設置[9]。
- 1998年（平成10年）度 - グラウンド周辺桜植林実施。インターネット開設し、ホームページを開設[9]。
- 1999年（平成11年）度 - 校舎道路沿いの花壇整備[9]。
- 2000年（平成12年）度 - ビオトープ（さみっこ池）完成[9]。
- 2002年（平成14年）度 - 校舎正面時計塔設置。プール完成[9]。
- 2012年（平成24年） - 朝日町立五箇庄小学校を統合[12]。
- 2013年（平成25年）度 - 開校20周年記念事業実施[9]。
- 2014年（平成26年）度 - タブレット（iPad）を6台配備[9]。
- 2015年（平成27年）度 - デジタル教科書（国語・算数）を全学年に配備。電子黒板機能付単焦点プロジェクター4台配備。体育館天井照明の全LED照明化[9]。
- 2016年（平成28年）度 - 全教室へのノートパソコン・実物投影機・電子黒板機能付単焦点プロジェクター配備を完了。デジタル教科書（社会科）4学年から6学年児童に配備。全教室・全特別教室にエアコンを設置[9]。
- 2017年（平成29年）度 - 校舎大規模改修実施。コンピュータ室のパソコン入替（デスクトップパソコンからノートパソコンへ）。アクセスポイント各階に整備（8箇所）し、教室無線化完了。タブレット（iPad）配備（児童用58台・教師用4台）。防犯カメラ10台設置（県事業2台・町単独8台）[9]。
- 2018年（平成30年）度 - プログラミングロボットSPRKを10台追加配備[9]。
- 2019年（令和元年） - 校務パソコンを入替[9]。
- 2020年（令和2年）度 - 1人1台のタブレットPCを導入[9]。
- 2022年（令和4年）度 - 朝日町型保小中一貫教育開始。「ふるさと科」開始。学校運営協議会設置に伴い、コミュニティー・スクールとなる[9]。
- 2023年（令和5年）度 - 創立30周年記念式典挙行し、記念事業として、演奏会開催[9]。

## 通学区域
境、大平、宮崎、見崎、笹川、元屋敷、横尾、泊、大屋、東草野、沼保、荒川、道下、平柳、西町、横崎新、中草野、浜草野、泊新、大屋新、桜町、月山新、月山、南原、草野、赤川、南保の一部、南保町の一部

## 進学先
- 朝日町立朝日中学校

## 周辺
- 常光寺 - 校地東側に敷地内隣接。
  - 常光寺以外の寺院も点在。
- 朝日町民プール - 朝日町道をはさんで、校地南側に隣接。
- 朝日町図書館・明治記念館 - 朝日町道をはさんで、校地西側に隣接。
- 中町簡易郵便局
- 朝日職工会館
- 富山県道102号山崎泊線
- 富山県道104号泊停車場線
- あいの風とやま鉄道あいの風とやま鉄道線 - 線路は近くを通るが、泊駅はやや離れている。

## アクセス
- 朝日町コミュニティバス『あさひバス』「D1 南保線」・「D2 山崎線」・「E1 藤塚線」で、「さみさと小学校前」停留所下車。
- あいの風とやま鉄道あいの風とやま鉄道線泊駅より、
  - 上述の『あさひバス』に乗車し、「D1 南保線」・「D2 山崎線」で9分、「E1 藤塚線」で7分、「さみさと小学校前」停留所下車。
  - 徒歩で、約775m・約11分。

## 関連記事
- 富山県小学校一覧